# Aeluroglena cucullata
Aeluroglena cucullata is een slang uit de familie toornslangachtigen (Colubridae) en de onderfamilie Colubrinae.

## Naam en indeling
De wetenschappelijke naam van de soort werd voor het eerst voorgesteld door George Albert Boulenger in 1898. De soort is de enige uit het monotypische geslacht Aeluroglena.

## Verspreiding en habitat
Aeluroglena cucullata komt voor in delen van oostelijk Afrika en leeft in de landen Ethiopië en Somalië. De habitat bestaat uit droge savannen. Er is weinig bekend over de biologie en levenswijze.

## Beschermingsstatus
Door de internationale natuurbeschermingsorganisatie IUCN is de beschermingsstatus 'onzeker' toegewezen (Data Deficient of DD).